# The Plague of the Zombies
The Plague of the Zombies (no Brasil: Epidemia de Zumbis) é um filme Inglês de terror lançado em 1966 pela Hammer Films. O filme é notável por seu imaginário seminal, que influenciou muitos filmes do gênero zumbi, e seus temas do colonialismo, a exploração e a tirania.

## História
Uma estranha epidemia de proporções gigantescas toma conta do território inglês. Milhares de mortos estão levantando de suas tumbas e aterrorizando o mundo dos vivos. Dr. Peter Thompson (Brook Williams), com a ajuda de seu mestre, Sir James Forbes (André Morell), está tentando controlar a terrível praga. Suas investigações os levarão a uma horrível descoberta. Um dos mais horripilantes filmes produzidos pela Hammer em sua versão original sem cortes.

## Elenco
- André Morell - Sir James Forbes
- Diane Clare - Sylvia Forbes
- Brook Williams - Dr. Peter Tompson
- Jacqueline Pearce - Alice Mary Tompson
- John Carson - Clive Hamilton
- Alexander Davion - Denver
- Michael Ripper - Sargento Jack Swift
- Marcus Hammond - Tom Martinus
- Dennis Chinnery - Constable Christian
- Louis Mahoney - Servente